# Psilotreta japonica
Psilotreta japonica là một loài Trichoptera trong họ Odontoceridae. Chúng phân bố ở miền Cổ bắc.